# 田中淳一 (実業家)
田中 淳一（たなか じゅんいち、1976年 - ）は、日本の実業家、公共政策コンサルタント。三重県 最高デジタル責任者（初代）、内閣府 地域活性化伝道師、総務省 地域情報化アドバイザー、総務省 地域力創造アドバイザー、デジタル庁 シェアリングエコノミー伝道師。

## 人物
18歳で起業、1999年にAIベンチャーとして法人化し、ITコンサルティング事業と広告事業の企業グループを約10年間経営した。また、株式会社ユーグレナ取締役、株式会社コークッキング取締役など、社会課題解決を目指すスタートアップの経営にも携わった。地方創生に関連して、様々な地方自治体と連携し、ジェンダー平等・移住定住・人口減少対策などにも取り組んだ。
2021年4月より、三重県の最高デジタル責任者（CDO：Chief Digital Officer）に就任。デジタル社会形成の方向性として「誰もが住みたい場所に住み続けられる三重県」を掲げ、ジェンダー平等を含んだ多様性や包摂に基づく寛容な社会を前提条件として、県民の心豊かな暮らしと地域の持続可能性を目指し、みんなの想いを実現する「あったかいDX」を推進している。自身が最高デジタル責任者を務める三重県が2022年3月28日には『第1回 日経 自治体DXアワード DXリード部門賞』を受賞し、同年4月22日にはCode for Japanが開催する『第9回 勝手表彰』にて一般社団法人融合研究所賞を受賞した。
内閣府『地域活性化伝道師』、総務省『地域情報化アドバイザー』・『地域力創造アドバイザー』、デジタル庁『シェアリングエコノミー伝道師』、経済産業省『IoT/AI時代に対応した地域課題解決のための検討会議』構成員、兵庫県豊岡市『ジェンダーギャップ解消戦略会議』オブザーバー、一般社団法人シェアリングエコノミー協会『シェアリングシティ推進協議会』アドバイザリーボード、NPO法人スーパーダディ協会理事なども務める。

## 来歴
- 三重県 最高デジタル責任者（CDO：Chief Digital Officer、初代）[6]
- 内閣府 地域活性化伝道師[9]
- 総務省 地域力創造アドバイザー[9]
- 総務省 地域情報化アドバイザー[9]
- デジタル庁 シェアリングエコノミー伝道師[9]
- 経済産業省 IoT/AI時代に対応した地域課題解決のための検討会議 構成員[9]
- 兵庫県豊岡市 ジェンダーギャップ解消戦略会議 オブザーバー[9]
- 長野県川上村 地方創生アドバイザー[10]
- 宇宙航空研究開発機構 宇宙オープンラボ コーディネータ[9]
- 一般社団法人シェアリングエコノミー協会 シェアリングシティ推進協議会 アドバイザリーボード[9]
- 特定非営利活動法人スーパーダディ協会 理事[9]
- 株式会社ユーグレナ 取締役[9]
- 株式会社コークッキング 取締役[9]
- 2003年 - アジアデジタルアート大賞[9]
- 2022年3月28日 - 最高デジタル責任者を務める三重県が『第1回 日経 自治体DXアワード DXリード部門賞』を受賞[1][2]。
- 2022年4月22日 - Code for Japanが開催する『第9回 勝手表彰』にて、最高デジタル責任者を務める三重県が一般社団法人融合研究所賞を受賞[3]。

## 出演

### ネット
| 記事名 | 掲載日         | 掲載元                 | 動画       | 出典   |
| --- | -------------- | ---------------------- | ---------- | ------ |
| 地方創生とSDGs未来都市                                                                                          | 2018年6月19日  | 日経BizGate            |            | [ 11 ] |
| 全国初！三重県の常勤CDO（Chief Digital Officer、最高デジタル責任者）が決定しました！                            | 2021年3月10日  | 三重県                 |            | [ 6 ]  |
| 行政DXスペシャリストが語る、中小企業DXに必要なパートナーとは                                                    | 2021年5月6日   | ITmedia                |            | [ 12 ] |
| 三重県が目指す「あったかいDX」とは？                                                                            | 2021年10月11日 | Re-Innovate Japan      | [ 動画 1 ] | [ 13 ] |
| 【#ホンネのDX】デジタルXコミュニケーションX地方創生｜三重県CDO（最高デジタル責任者）｜田中淳一さん（１）        | 2021年10月20日 | 自治体DX白書           | [ 動画 2 ] | [ 14 ] |
| 【#ホンネのDX】地域の発展・魅力の向上に繋がる”あったかいDX”｜三重県CDO（最高デジタル責任者） 田中淳一さん（２） | 2021年10月22日 | 自治体DX白書           | [ 動画 3 ] | [ 15 ] |
| 【#ホンネのDX】DXを進めていくその先の幸せ｜三重県CDO（最高デジタル責任者）田中淳一さん（３）                    | 2021年10月25日 | 自治体DX白書           | [ 動画 4 ] | [ 16 ] |
| 今のDX界隈は「山頂なき山登り」。2030年を見据えたデジタル社会で大切なこととは                                    | 2021年10月27日 | xDX                    |            | [ 17 ] |
| 三重県庁がSlackを試験導入、“昭和96年状態からの脱却”目指す                                                       | 2021年11月2日  | ASCII.jp               |            | [ 18 ] |
| 生粋のイノベーターによる県DX推進。デジタル時代を生き抜いていく三重県の『あったかいDX』とは                      | 2021年11月2日  | デジタルわかる化研究所 |            | [ 7 ]  |

### テレビ
| 番組名                                                                  | 放送日        | 放送局              | 動画       | 出典   |
| ----------------------------------------------------------------------- | ------------- | ------------------- | ---------- | ------ |
| 三重県が独自の「デジタル庁」最高責任者を決定 東京出身の元ＩＴ会社経営者 | 2021年3月10日 | CBCテレビ           | [ 動画 5 ] | [ 19 ] |
| グーグルがパートナー？ "みえDXセンター"設置の狙いとは                   | 2021年9月1日  | 日本放送協会（NHK） |            | [ 20 ] |

### 新聞
| 記事名                                                                           | 配信日        | 新聞社       | 出典   |
| -------------------------------------------------------------------------------- | ------------- | ------------ | ------ |
| IoTでスマート農業 長野・川上村                                                   | 2017年8月15日 | 日本経済新聞 | [ 21 ] |
| 長野県川上村、ライフスタイル動画を発信                                           | 2018年4月5日  | 日本経済新聞 | [ 22 ] |
| 三重県版デジタル庁 公募選考の最高責任者に田中淳一氏                              | 2021年3月9日  | 日本経済新聞 | [ 23 ] |
| 三重県版「デジタル庁」がスタート 「温かいDX目指す」                              | 2021年4月1日  | 日本経済新聞 | [ 24 ] |
| 県デジタル司令塔決まる 推進局最高責任者、公募の田中さん ／三重                   | 2021年3月10日 | 毎日新聞     | [ 25 ] |
| 県のデジタル社会推進局、最高責任者に田中淳一さん                                 | 2021年3月10日 | 中日新聞     | [ 26 ] |
| 県デジタル社会推進局が発足 サービス改善に意欲                                    | 2021年4月2日  | 中日新聞     | [ 27 ] |
| 県デジタル社会推進局・田中淳一ＣＤＯに聞く                                       | 2021年4月14日 | 中日新聞     | [ 28 ] |
| 三重県民の8割強がネットを利用 県最高デジタル責任者・田中淳一さん【データを読む】 | 2021年9月30日 | 中日新聞     | [ 29 ] |
| 三重県 ＣＤＯに田中氏内定 県のデジタル施策を統括                                 | 2021年3月10日 | 伊勢新聞     | [ 30 ] |
| 三重県 デジタル推進局スタート 50人体制で技術普及へ                               | 2021年4月2日  | 伊勢新聞     | [ 31 ] |
| デジタルを地方創生に ＣＤＯ就任の田中氏が抱負 三重                               | 2021年4月4日  | 伊勢新聞     | [ 32 ] |
| CDOにローカルソリューションズ・田中氏 三重県                                     | 2021年3月10日 | 朝日新聞     | [ 33 ] |
| デジタル化へ「昭和100年を迎えないために」 三重                                   | 2022年1月11日 | 朝日新聞     | [ 34 ] |

### 講演
| 表題                                                                                         | 講演日         | イベント                   | 動画       | 出典   |
| -------------------------------------------------------------------------------------------- | -------------- | -------------------------- | ---------- | ------ |
| 全国自治体交流シンポジウム DX先進自治体セッション キーパーソンが語る本格化する自治体DXの未来 | 2021年11月12日 | 京都スマートシティエキスポ | [ 動画 6 ] | [ 35 ] |

### 動画
1. ↑  三重県CDO 田中淳一氏に聞く、三重県が目指す「あったかいDX」とは？ - YouTube
2. ↑  【三重県CDO 田中淳一さん①】文化的課題から見る多様性の大切さ - YouTube
3. ↑  【三重県CDO 田中淳一さん②】第一歩を応援する"あったかいDX"の実現 - YouTube
4. ↑  【三重県CDO 田中淳一さん③】自由と責任を持てる人間らしい社会に - YouTube
5. ↑  三重県が独自の「デジタル庁」最高責任者を決定　東京出身の元ＩＴ会社経営者 - YouTube
6. ↑  キーパーソンが語る本格化する自治体DXの未来 - YouTube